# Jean-Baptiste-Antoine Lefaucheux
Pour les articles homonymes, voir Lefaucheux.
Jean-Baptiste-Antoine Lefaucheux des Aunois (variantes du nom : Le Faucheux et Faucheux) né à Verdun le 12 juillet 1752 et mort à Pont-à-Mousson le 23 mai 1834 fut régisseur des poudres et salpètres, le premier préfet de Vendée le 21 ventôse an VIII et préfet des Vosges puis  député des Vosges au Corps législatif.

## Biographie
Né dans une famille anoblie sous Louis XVI, à dix-sept ans il s'engage dans l'infanterie étrangère et à ce titre fera trois campagnes à la Martinique et en Amérique avec le grade de sous-lieutenant.
En 1775, il intègre la Régie des Poudres et salpètres dont il gravit rapidement les échelons. Il en devient l'un des quatre régisseurs en 1788, après le décès accidentel de son prédécesseur lors des essais de poudre à base de muriate oxygéné inventé par Berthollet. Le plus connu des quatre régisseurs est le père de la chimie moderne, Lavoisier.
Dans la période mouvementée de juillet 1789, juste après le renvoi de Necker, la majorité du stock de poudre de la capitale est enlevée à la garde des 4 régisseurs au milieu de la nuit du 12 juillet pour être transférée dans l'enceinte de la Bastille par ordre du baron de Besenval.
La volonté du peuple parisien de s'emparer de cette poudre sera une des principales causes de l'attaque de la Bastille.
Une partie des munitions utilisées pour la prise de la bastille le 14 juillet proviendra du faible stock trouvé en possession de la régie et que les régisseurs avaient accepté de confier à l'Hôtel-de-Ville pour armer la milice bourgeoise en formation.
Une autre partie proviendra de la prise au port Saint-Nicolas, d'un bateau chargé de cinq mille livres de poudre que l'abbé Lefebvre distribuera au péril de sa vie.
Le 14 juillet 1789 au matin, Jean-Baptiste-Antoine Faucheux est à son poste avec les autres régisseurs au petit arsenal à proximité de la bastille (comme en témoigne un courrier portant leur 4 signatures). Son collègue et parent Clouet, autre régisseur, sera ensuite pris par la foule pour le gouverneur de la bastille à cause de son bel «habit bleu brodé en or», son uniforme de service. Il sera jeté à bas de son cheval, et fortement malmené par la foule qui voulait l'exécuter sur place. Il y recevra «20 blessures» et ne devra sa vie sauve qu'aux dévouements de plusieurs révolutionnaires défendant leur prisonnier en étant eux-mêmes blessés, jusqu'à ce que son identité et son innocence soient reconnues.
Le 6 août 1789, alors que plusieurs exécutions sommaires viennent de secouer Paris, Faucheux échappe de peu à la fureur de la foule. Lors de l'affaire du bateau des poudres saisie au port saint Paul il se constitue prisonnier «avec le courage de l'innocence» comme écrira Lavoisier, et les régisseurs parviennent à démontrer leur bonne foi. Ce navire devait remplacer la poudre dite «de traite» de faible qualité, par de la poudre de guerre afin de pouvoir subvenir aux besoins de la capitale. Cet acte de simple bonne gestion failli déclencher une émeute et des exécutions sommaires, bien que les régisseurs aient pris soins préalablement de demander l'autorisation aux nouvelles autorités municipales...
Peu après la prise des Tuileries le 10 août 1792 Faucheux est arrêté et incarcéré à la prison de la Force. Il y échappera de peu aux massacres de septembre étant libéré peu avant pour raison de service et reprenant son poste «sous la surveillance de 2 gendarmes».
Le 27 avril 1794 Faucheux signe avec Champy une attestation en faveur de Lavoisier, pour essayer de le faire sortir de prison. Leur courageuse démarche ne suffira pas et Lavoisier sera exécuté comme les 27 autres fermiers généraux le 19 floréal an II (8 mai 1794).
Jean-Baptiste-Antoine Faucheux restera dirigeant de «l'agence nationale ci-devant Régie des poudres et salpêtres» jusqu'à sa suppression à la demande de Barère au nom du comité du salut public, le 17 Messidor an Il (5 juillet 1794).
Le comité de salut public lui accordera un congés « pour rétablir sa santé » avec une longue tournée d’inspection en province. Après les événements de thermidor Faucheux rédigea un ouvrage pour défendre son action ainsi que le bilan de la régie contre les attaques des « anciens membres du comité de Salut Public ».
Les départements (créés en 1790) étant dotés de préfets en 1800, Faucheux est nommé par le premier consul Bonaparte le premier préfet de la Vendée à Fontenay-le-Peuple (ci-devant Fontenay-le-Comte) puis il occupe ce poste au département des Vosges à Épinal.
En 1803, il passe au Sénat conservateur pour passer immédiatement au Corps législatif du Consulat. Pendant la Première Restauration, il est député des Vosges dans la Chambre des députés des départements du 28 juillet 1803 au 20 mars 1815. Il quitte cette chambre pendant les Cent-Jours et se retire à Pont-à-Mousson.
Par décret de mai 1815, il change son nom de Faucheux en Le Faucheux Desaunois . Il est fait baron le 22 juin 1816.

## Sources
- Opinion de M. Lefaucheux, sur le projet de loi relatif aux finances: Imprimée par ordre de la Chambre. Séance du 30 août 1814, ed. Hacquart, 1814
- Archives départementales des Vosges cotes: 2 M 21 Lefaucheux (Jean-Baptiste Antoine), préfet des Vosges, 2 M 21.
- Louis-Antoine Michel, Biographie historique et généalogique des hommes marquans de l'ancienne province de Lorraine, ed. C.J. Hissette, 1829
- Jean Savant, Les préfets de Napoléon, ed. Hachette, 1958
- Comité départemental des Vosges pour la recherche et la publication des documents économiques de la révolution française, La Révolution dans les Vosges: revue d'histoire moderne, vol. 11 à 12, p. 115-118, ed. Imprimerie nouvelle., 1923
- Auguste Billaud, La petite église dans la Vendée et les Deux-Sèvres: 1800-1830,p. 34-82, ed. Nouvelles Éditions Latines, 1961,  (ISBN 272330163X),
- J. B. M Braun, Statistique constitutionnelle de la chambre des députés: de 1814 à 1829, p. 291, ed. Husard, 1829.
- Correspondance, Napoléon I, vol. 6,p. 534, ed. imprimerie impériale, 1860.
- Double notice sur la même personne dans le Dictionnaire de biographie française (DBF) :
  1. J. Paladilhe, «  2. FAUCHEUX (JEAN-BAPTISTE-ANTOINE, baron) » in Jean-Charles Roman d’Amat (1887-1976) (dir.), Dictionnaire de biographie française (DBF), colonne 671 du tome XIII (tome 13) (Espinas - Flers), tome paru en 1975.
  2. P. Bret, « 4. LE FAUCHEUX DES AULNOIS (JEAN-BAPTISTE-ANTOINE FAUCHEUX, dit LE FAUCHEUX DESAUNOIS, puis) » in Jean-Charles Roman d’Amat (1887-1976) (dir.), Dictionnaire de biographie française (DBF), colonne 686 du fascicule CXVII (fascicule 117) (Lecompte-Boinet - Lefèvre), fascicule paru en 2007,  (ISBN 978-2-7063-0246-6) pour le fascicule,  (ISBN 978-2-7063-0224-4) pour le tome XX (tome 20) à venir,  (ISBN 978-2-7063-0158-2) pour la collection.